# Phymaturus sinervoi
Phymaturus sinervoi — вид ігуаноподібних ящірок родини Liolaemidae. Ендемік Аргентини.

## Поширення й екологія
Phymaturus sinervoi відомі з типової місцевості, що лежить у департаменті 25 травня у провінції Ріо-Негро, за 61 км на північ від міста Інхеньєро-Якобаччі. Вони живуть серед скель, на висоті 1000 м над рівнем моря. Живляться рослинністю, живородні.